# 生逢灿烂的日子
《生逢灿烂的日子》（原剧名为《北京人在北京》），2017年中国偶像剧。由张嘉译、姜武、果静林、车晓领衔主演，于2017年11月22日在东方卫视、北京卫视首播。

## 播出时间
| 频道     | 所在地   | 播映日期       | 播出时间 | 备注 |
| -------- | -------- | -------------- | -------- | ---- |
| 东方卫视 | 中国大陆 | 2017年11月22日 |          |      |
| 北京卫视 | 中国大陆 | 2017年11月22日 |          |      |
| 天津卫视 | 中国大陆 | 2017年12月30日 |          |      |

## 演员列表

### 主要演员
| 演員                             | 角色       | 介紹 |
| 张嘉译 青年：鲁诺 童年：苏翊鸣   | 老二郭小海 | 郭家老二。他是个一身是胆的“混世魔王”，从童年到成年，眼神动作里的狂放贯穿始终，改革开放后的白手起家到如今的功成名就。 大名郭小海，从小调皮捣蛋，狂野叛逆，初中没毕业就辍学在家，做过售货员，小倒爷，后来与好友小威子合伙卖羊肉片、开服装厂、做股票，后来又开店卖计算机。 他从少时起便痴恋邻居裴小云，裴小云远走广州唱歌，他一直默默等待，无怨无悔地照顾着裴妈。后来裴小云归来，戒毒期間她自认已经配不上老二，且老二家裡二老也不願意接納他吸毒的過去。故小雲屡屡拒绝他的追求。 老二投資股市因作業失誤導致所有資產失去，當下與小薇喝酒，取得小薇的告白，老二最终接受了暗恋自己的小薇，与她执手白头。次日卻因天祥失火因禍得福突然賺得一桶金。 |
| 姜武 童年：张琛                  | 老大郭小江 | 郭家老大，年少时是个勇敢的孩子王，之后因错手相助而变为被隔离的杀人犯，茫然困惑令他的人生备受考验，最终他在草原重新找回了自我。 少时为了帮助被欺负的三弟出气，失手误杀了邻居范家的独子而被劳教。出狱后性格懦弱、自卑，不敢争取自己心中所爱，后来经过一连串的变故，被女友抛弃、失业、撞车，到最后被前女友一番冷嘲热讽激发了求变之心，与家人不辞而别去了蒙古大草原，最终在那里重新找回了自我，并收获了美丽的爱情，结婚生子。最終在大草原開啟蒙古包旅遊團體生意，做得有聲有色。 |
| 果靜林 青年：刘端端 童年：刘若谷 | 老三郭小洋 | 郭家老三。他很懂事但也很叛逆，在历经重重磨难后最后学会了承担责任。 大名郭小洋。从小因大哥为自己被判刑而变得独立坚强，表面很柔弱，骨子里却十分叛逆，他因超过自己年龄的懂事体贴而深受父母喜爱。大学毕业后一个偶然的机会下，他放弃安稳的机关工作，毅然投身股市，与在股票交易所认识的美女叶琪渐生情愫，难以抉择地摇摆在与自己青梅竹马的女友范荣和叶琪之间。后来因誤會误打了范荣一巴掌，两人决裂，但老三渐渐认识到，不相信婚姻只追求快乐的叶琪不适合自己，于是幡然悔悟猛追范荣，终于和她走进了婚姻的殿堂。 在股市打拼多年跻身成功人士的老三，股票投資賭進身家大量買進的一支股票天翔因突如其來的一场火灾血本无归，他失意之下远走内蒙古，在那里重新找回了失去的勇气，回来后通過與黃總合作歷經努力终于东山再起，並經過幾年房地產交易歷練最後自立門戶。 |
| 车晓 青年：虞朗 童年：孙晨熙     | 裴小云     | 个性格敢爱敢恨女孩，也是郭家老二、老三的梦中情人。她十分叛逆倔强，不仅时常出没夜店唱歌、离家出走，甚至独自生下孩子后依旧潇洒生活。 她是郭家老二、老三的梦中情人，因从小被严苛的母亲逼着学戏而养成了叛逆的性格，长大后离家出走，远赴广州寻找自己的歌星梦，却最终事业无成，还与人未婚生子，并染上了毒瘾，回到北京后，因愧疚拒绝老二的求婚，最后在老二的帮助下，戒除了毒瘾，并学习了财会，步入了人生正轨。 |

### 其他演员
| 演員                             | 角色       | 介紹 |
| 刘佩琦                           | 老爸       | 郭家的戶長，國營企業員工。為了四個兒子費盡苦心，每日到處陪禮道歉。老年後終於苦盡甘來，退休後不甘待在家，也不想增加小孩的負擔，與老婆開著小貨車拉生意賺錢。 |
| 迟蓬                             | 老媽       | 郭家老媽，家中的軟化劑，游移在四個兒子與老爸之間緩解互相的矛盾。 |
| 曲哲明 少年：夏志远 童年：周品睿 | 老四郭小河 | 郭家老四，身患哮喘從小結巴卻喜歡說繞口令，長大後結巴有所改善只要不緊張，常常會有意想不到的點子解決問題，因職業是郵差某次送信而結識進而喜歡上一個啞女佳佳，並幫助她走出從來走不出的大門。最後SARS大流行，私下避開管制區獨自前往照顧佳佳反因病確診過世。 |
| 孙铱                             | 佳佳       | 因兒時父母出門在家門口遭遇車禍，故創傷症候群導致她不願意再說話也不願意離開家大門一步，只能跟爺爺相依為命並只在小院內生活。認識老四後，逐漸打開心裡的枷鎖。在老四的幫助下，願意走出門並且協助她找到了在郵政單位分撿信的工作，也認識了郵局局長的兒子，兩人都是聾啞人，所以一拍即合，後與局長兒子結婚後生子。並與老四兄妹相稱。幾年後，遇到非典大流行，佳佳的小孩因確診過世而怪罪己身拒絕服藥。 |
| 徐洁儿                           | 叶琪       | 股票公司營運經理，因兒時父母的離異而產生只要愛情不要婚姻的想法，只要現在的快樂不相信永恆。幫助老三在股市成了大戶，與其產生了感情，欲擒故縱並拒絕與老三結婚。後雙方不再來往，但始終對老三放不下。老三因開公司有資金需求，而找上葉琪，進而藕斷絲連........ |
| 娜仁花                           | 二妈       | 過氣的角兒，裴小雲的媽媽，把希望寄託在自己的女兒身上，從小訓練二小姐唱戲，一心一意的想培養她成為一名角兒，但二小姐不喜歡唱戲，而喜歡唱流行歌曲因，故裴小雲憤而離家。導致二媽而精神異常了 |
| 种丹妮                           | 小薇       | 任小薇敢爱敢恨，不失女人的柔情與脆弱，喜歡老二郭小海。因朝夕陪伴而打動了郭小海，两人成婚。小薇懷孕的同時發現身患癌症，她隐瞒病情，在孩子與自己的性命之間選擇了孩子。在小薇最後的時光裡，郭小海為完成小薇的心願，建立了一所幼兒園，實現心願的小薇也在郭小海懷中幸福地離去。 |
| 啜妮 青年：李嘉慧 童年：浸渍     | 范榮       | 范榮自小品學兼優，是個乖乖女，和老三郭小洋是青梅竹馬。長大後成為醫師，一次機遇中在醫院再次遇到郭小洋，兩人再次展開聯繫。後范榮因其他地區天災，故加入醫療團隊前往山區進行救援，再次與郭小洋複合。她渴望平淡幸福的生活，想找一個人安安稳稳地生活下去。當面對生活和情感的困局，她默默地捍衛着自己的尊嚴。與郭小洋離婚收場後再度復合                                                             |
| 章涛                             | 小鹏       | 黃總朋友的小孩，英國海歸，家境富有，母親從事衛生巾業希望她能夠繼承家業，但不從母願，故安排至朋友黃總旗下的房地產公司學習。與老三學習合作後，奉老三為其大哥，兩人合股開設建設公司。最終還是被揭發利用他人算計老三的陰謀。 |
| 邢瀚卿                           | 王威       | 小威子，老二打小的好兄弟，從小兩人就到處掙錢，因合作股票失利當日兩人翻臉拆夥，之後各自發展。在某次路上發自己貨運公司的名片想增加客戶，遇到老二，被當著臉直接說你能滾多遠滾多遠。但最終還是跟老二和好，為其賣命。 |
| 姜大卫                           | 黃總       | 老三郭小洋在股市投資的合夥金主，主業是房地產投資，與其共同投資股市天翔失利後拆夥。多年後，老三到黃總的房地產公司工作，職位是二手房市場部經理。因2003非典疾病影響市場甚大，故寄望於老三幫他賺錢。後覬覦葉琪美色，意圖不軌。最終落個只會算計人的商人。 |
| 徐峥                             |            | |

## 收视率
| 中国 東方衛視／北京衛視 首播收视率 （CSM52） |                |          |          |          |          |          |          | |
| 集數                                         | 播出日期       | 東方衛視 | 東方衛視 | 東方衛視 | 北京衛視 | 北京衛視 | 北京衛視 | 備註 |
| 集數                                         | 播出日期       | 收視率   | 收視份額 | 排名     | 收視率   | 收視份額 | 排名     | 備註 |
| 1-2                                          | 2017年11月22日 | 0.935    | 3.097    | 6        | 1.192    | 3.946    | 1        | 東方《東方看大劇》收視0.686，份額2.509                                                                                         |
| 3-4                                          | 2017年11月23日 | 0.974    | 3.259    | 4        | 0.973    | 3.255    | 5        | 數據缺拉薩 東方《東方看大劇》收視0.522，份額1.895                                                                              |
| 5-6                                          | 2017年11月24日 | 1.148    | 3.751    | 1        | 1.129    | 3.686    | 2        | 東方《東方看大劇》收視0.754，份額2.617                                                                                         |
| 7                                            | 2017年11月25日 | 0.94     | 3.119    | 4        | 1.041    | 3.452    | 1        | |
| 8-9                                          | 2017年11月26日 | 0.934    | 3.01     | 5        | 1.164    | 3.749    | 1        | 東方《東方看大劇》收視0.595，份額2.099                                                                                         |
| 10-11                                        | 2017年11月27日 | 0.958    | 3.226    | 5        | 1.158    | 3.895    | 1        | 東方《東方看大劇》收視0.477，份額1.765                                                                                         |
| 12-13                                        | 2017年11月28日 | 1.077    | 3.61     | 4        | 1.252    | 4.193    | 1        | 東方《東方看大劇》收視0.542，份額1.988 北京《大戲看北京生逢灿烂的日子播出慶典》收視0.652，份額2.706                            |
| 14-15                                        | 2017年11月29日 | 1.111    | 3.639    | 4        | 1.297    | 4.246    | 1        | 東方《東方看大劇》收視0.642，份額2.342                                                                                         |
| 16-17                                        | 2017年11月30日 | 1.175    | 3.891    | 3        | 1.292    | 4.272    | 1        | 東方《東方看大劇》收視0.582，份額2.103                                                                                         |
| 18-19                                        | 2017年12月1日  | 1.265    | 4.09     | 2        | 1.345    | 4.338    | 1        | 東方《東方看大劇》收視0.667，份額2.317                                                                                         |
| 20                                           | 2017年12月2日  | 1.092    | 3.557    | 3        | 1.194    | 3.884    | 2        | 數據缺韶關 |
| 21-22                                        | 2017年12月3日  | 1.218    | 3.931    | 4        | 1.277    | 4.123    | 2        | 數據缺韶關 東方《東方看大劇》收視0.687，份額2.425                                                                              |
| 23-24                                        | 2017年12月4日  | 1.305    | 4.309    | 2        | 1.337    | 4.412    | 1        | 東方《東方看大劇》收視0.675，份額2.433                                                                                         |
| 25-26                                        | 2017年12月5日  | 1.32     | 4.325    | 3        | 1.327    | 4.345    | 2        | 數據缺韶關、海口、三亞 東方《東方看大劇》收視0.767，份額2.749 北京《大戲看北京生逢灿烂的日子劇宣特別節目》收視0.668，份額2.701 |
| 27-28                                        | 2017年12月6日  | 1.347    | 4.523    | 2        | 1.391    | 4.671    | 1        | 數據缺韶關、昆明 東方《東方看大劇》收視0.824，份額3.006                                                                        |
| 29-30                                        | 2017年12月7日  | 1.295    | 4.353    | 2        | 1.37     | 4.603    | 1        | 數據缺韶關 東方《東方看大劇》收視0.775，份額2.863                                                                              |
| 31-32                                        | 2017年12月8日  | 1.384    | 4.505    | 2        | 1.418    | 4.608    | 1        | 東方《東方看大劇》收視0.583，份額2.059                                                                                         |
| 33                                           | 2017年12月9日  | 1.124    | 3.715    | 2        | 1.338    | 4.422    | 1        | |
| 34-35                                        | 2017年12月10日 | 1.433    | 4.705    | 2        | 1.455    | 4.77     | 1        | 東方《東方看大劇》收視0.775，份額2.776                                                                                         |
| 36-37                                        | 2017年12月11日 | 1.276    | 4.261    | 3        | 1.452    | 4.839    | 1        | 東方《東方看大劇》收視0.775，份額2.863                                                                                         |
| 38-39                                        | 2017年12月12日 | 1.374    | 4.568    | 2        | 1.389    | 4.611    | 1        | 東方《東方看大劇》收視0.763，份額2.764 北京《大戲看北京生逢灿烂的日子劇宣特別節目》收視0.713，份額2.914                        |
| 40-41                                        | 2017年12月13日 | 1.481    | 4.935    | 1        | 1.407    | 4.683    | 2        | 東方《東方看大劇》收視0.794，份額3.049                                                                                         |
| 42-43                                        | 2017年12月14日 | 1.408    | 4.689    | 2        | 1.47     | 4.888    | 1        | 東方《東方看大劇》收視0.667，份額2.461                                                                                         |
| 44-45                                        | 2017年12月15日 | 1.574    | 4.999    | 1        | 1.48     | 4.695    | 3        | 東方《東方看大劇》全国网收視0.53，份額1.94                                                                                     |
| 46                                           | 2017年12月16日 | 1.567    | 5.076    | 2        | 1.55     | 5.024    | 3        | 北京《大戲看北京生逢灿烂的日子劇宣特別節目》收視1.159，份額3.691                                                               |
| 47                                           | 2017年12月17日 | 1.599    | 5.171    | 1        | 1.526    | 4.954    | 3        | 東方《東方看大劇》收視0.541，份額1.92                                                                                          |
| 平均收視                                     | 平均收視       | 1.238    | 4.08     | 不適用   | 1.312    | 4.32     | 不適用   | |

1. 同时段或交叉时段主要节目：
  - CCTV-1：《索玛花开》／《天下粮田》
  - CCTV-8：《過界》／《槍口》／《东风破》
  - 湖南：《猎场》／《亲爱的她们》
  - 浙江：《我的！体育老师》／《花谢花飞花满天》
  - 江蘇：《我不是精英》／《红蔷薇》
2. 数据由广视索福瑞提供，调查范围为四岁以上之观众。
3. 以上收视排名包括央视在内。
4. 资料来源：卫视这些事儿、数据狮